# Teufelsberg (Haardt)
Der Teufelsberg ist ein 597,6 m hohes Bergmassiv im südlichen Pfälzerwald auf der Gemarkung der Ortsgemeinde Burrweiler im Landkreis Südliche Weinstraße (Rheinland-Pfalz). Ein Nebengipfel ist knapp 1 km nordnordwestlich der Lambertskopf mit 543,5 m.

## Geographische Lage
Der Teufelsberg liegt nahe dem südlichen Ende der Haardt, die den Ostrand des Pfälzerwalds bildet, und bietet einen weiten Ausblick über die Oberrheinische Tiefebene. Er ist verkehrstechnisch nicht erschlossen und nur auf markierten Wanderwegen erreichbar.

## Sehenswürdigkeiten

### Bischofskreuz
Auf dem höchsten Punkt des Teufelsbergs, der von einem Felsblock gebildet wird, steht auf hohem Sockel ein Wetterkreuz. Bereits im 16. Jahrhundert war hier ein Holzkreuz aufgestellt worden. Es wurde durch das steinerne Kreuz ersetzt, das, vom örtlichen Bildhauer Johannes Minges geschaffen, am 25. Juli 1909 durch den Speyerer Bischof Konrad von Busch geweiht wurde. Deshalb trägt es im Volksmund den Namen Bischofskreuz. So heißt auch eine Weinlage im nahen Winzerort Walsheim.

### Annakapelle
Auf einem Bergsporn am Osthang des Teufelsbergs, zwischen dem Gipfel und Burrweiler, liegt in 428 m Höhe die katholische Annakapelle. Sie wurde im 19. Jahrhundert in neugotischem Stil errichtet. Regelmäßig im Juli und August finden auf dem Kreuzweg zu ihr Wallfahrten statt, zudem unternehmen alljährlich am 1. Mai die Pfarrgemeinden von Burrweiler und Flemlingen ihre Gelöbnisprozession zur Kapelle hinauf.

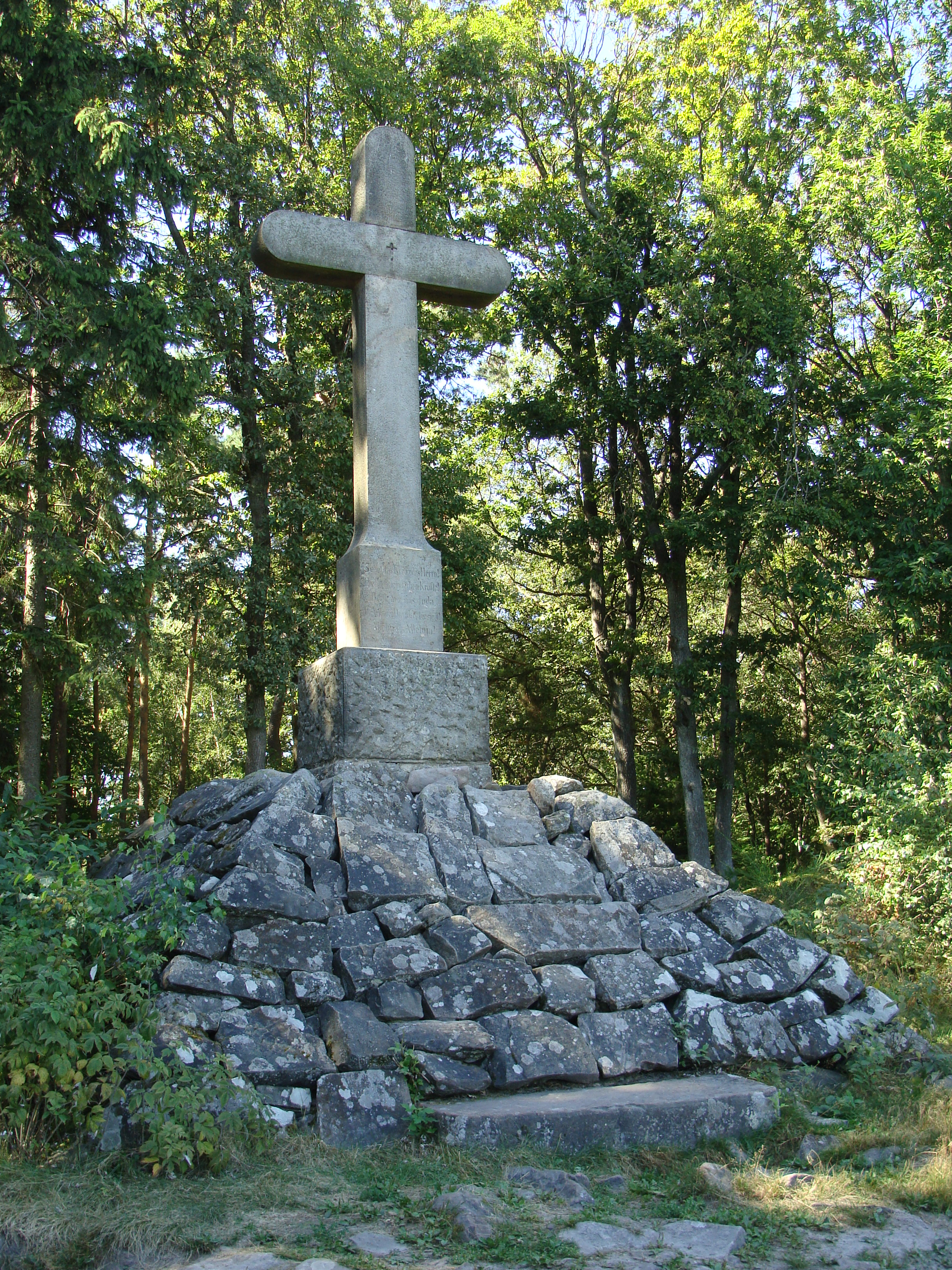
Wetterkreuz
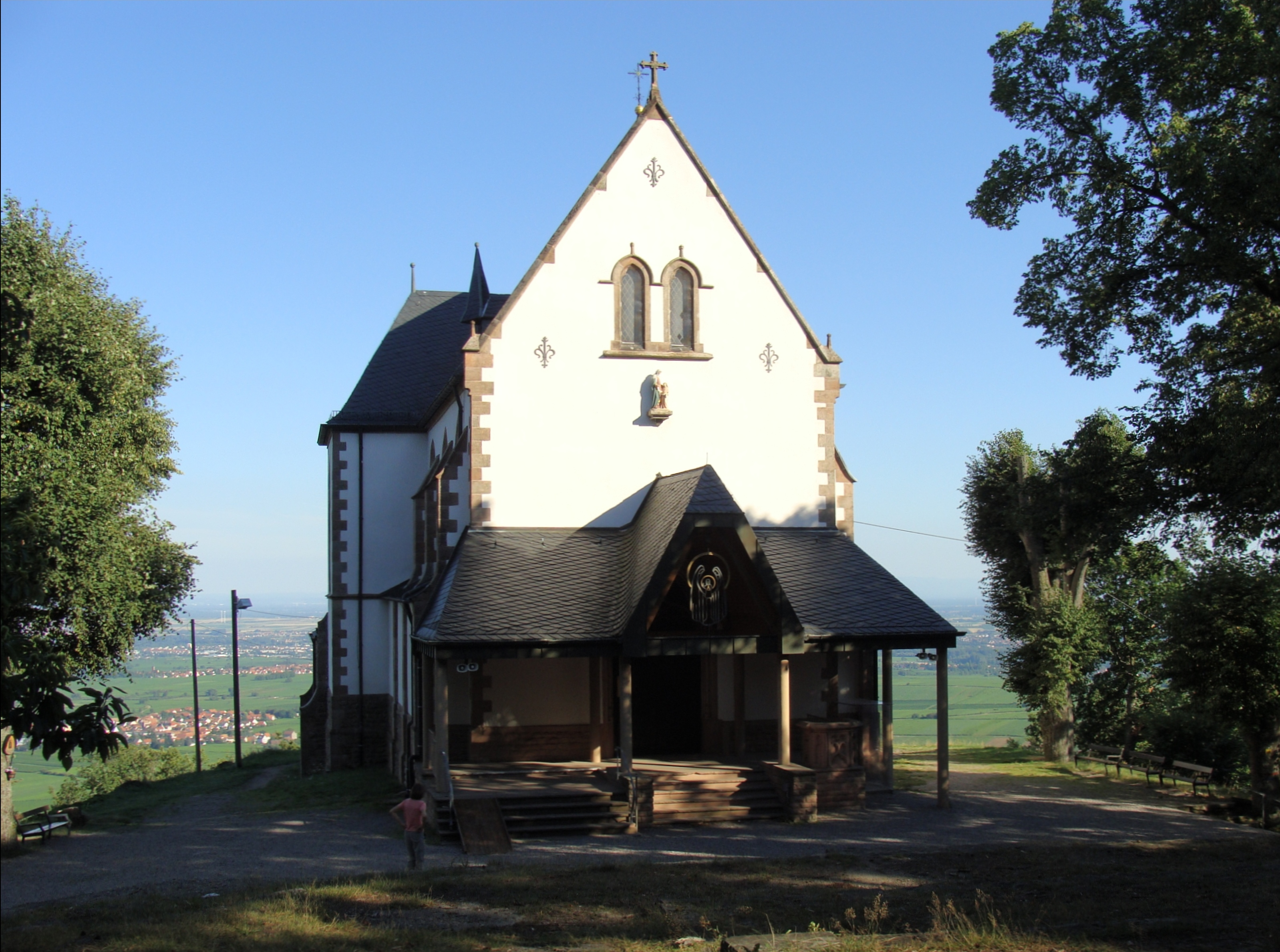
Annakapelle